# Кедрина, Анастасия Николаевна
Анастаси́я Никола́евна Ке́дрина (род. 3 апреля 1992, Санкт-Петербург) — российская горнолыжница, двукратная чемпионка России (2009, Таштагол, супергигант, суперкомбинация), участница первенства мира (2009, Германия), в сезоне 2008—2009 годов Федерация горнолыжного спорта и сноуборда России признала её «Открытием сезона» среди юниорок, с 2009 года тренируется в основном составе сборной команды России.

## Биография
Родилась 3 апреля 1992 года. Отец Николай Кедрин — двукратный чемпион юношеского первенства СССР в слаломе, мастер спорта международного класса, член сборной СССР по горнолыжному спорту в 70-х годах. Мать Людмила Кедрина — Мастер спорта СССР международного класса по горным лыжам, десятикратная чемпионка России по горнолыжному спорту, в составе сборной команды СССР участвовала в чемпионатах мира, была призёром европейского первенства. Старший брат Максим Кедрин — Мастер спорта России международного класса по горнолыжному спорту, член сборной команды России (1999—2003), серебряный призёр чемпионатов России (1999, 2003 — слалом, 2003 — скоростной спуск и супергигант), чемпион мира среди юниоров (1999), бронзовый призёр международных соревнований FIS (2000 — слалом), бронзовый призёр чемпионата Австрии (2002 — слалом-гигант).
Спортивную подготовку начала в Детской горнолыжной спортивной школе спортивного комплекса «Охта-парк».
В ноябре 2009 года на одной из тренировок Кедрина разорвала связки колена, в связи с чем была вынуждена пропустить Олимпиаду-2010 в Ванкувере.